# カザン (チャガタイ家)
カザン（Qazan/Qāzān、? - 1346年）は、チャガタイ・ウルスの第26代当主で、チャガタイ・ハン国の第20代ハン（在位:1341年/42年or1343年? - 1346年）。チャガタイの孫ブリの5世孫で、ブリの兄弟イェスン・ドゥアの子のドゥア一門とは別系統の家系に属する。娘のサライ・ムルク・ハーヌムはティムールの妃となる。

## 生涯
父親のヤサウルはチャガタイ・ハン国からイルハン朝に亡命した後、1320年に双方の国の挟撃を受けて殺害され、カザンは兄弟のジュキ、親族らとともにケベクの軍隊に捕らえられたことがティムール朝の歴史家ハーフィズ・アブルーによって記されている。ハーフィズ・アブルーが伝えた情報のほか、即位以前のカザンの動向は明らかになっていない。ティムール朝時代に編纂された歴史書ではカザンの即位年はヒジュラ暦733年（1332年/33年）とされているが、それらの史料に記された即位年と在位期間は編者の誤認であると考えられている。
カザンはケベク（在位：1318年 - 1326年）が宮殿を建てたカルシの西に「鎖の宮殿（Zanjīr-Sarāy）」という名前の宮殿を建設した。マー・ワラー・アンナフル地方に強力な中央政権の樹立を試みるが、失敗に終わった。
ティムール朝期に成立した史料ではカザンは暴君として書かれており、宮廷に赴く臣下は装束の下に経帷子を着けて妻子に別れを告げ、近衛兵もカザンに恐怖していたことが記されている。自身をハンに擁立したトルコ系貴族を弾圧したため、反対派の不満が高まり、1346年にアミール（貴族）のカザガンが諸部族を率いて反乱を起こした。カザンはテルメズとカルシの間にある鉄門関の北方の戦闘で勝利するが、カルシに冬営していた際にカザガンの急襲を受けて戦死した。
イブン・バットゥータの『大旅行記』には彼がインド滞在中に得た情報を元にして、「ハリール」という名前のヤサウルの長子がブザンから政権を奪取する過程が記されているが、ハリールの存在について言及している歴史家はバットゥータだけであり、ハリールの実在性と実像については意見が分かれている。カザンはバットゥータの報告に現れるハリールと同一視され、あるいは別名として併記される。ワシーリィ・バルトリドはイブン・バットゥータの記述の真偽を疑問視しながらも、1342年、1344年にハリールの名前を刻んだ貨幣が鋳造されたことを根拠にハリールとカザンは別人であると推定した。J.オーバンはハリールについて言及した史料が旅行記のみである点、ナクシュバンディー教団で活躍した同名の修行僧と類似した行動が多い点、イブン・バットゥータがハリールについて知り得た情報はインド滞在中に間接的に得たものである点を指摘している。トルコの歴史学者トガンはカザン、イブン・バットゥータが伝えるハリール、ナクシュバンディー教団の指導者であるバハーアッディーン・ナクシュバンドが若年時に師事したといわれるスーフィーのハリールを同一人物と推定した。東洋史学者の川本正知は貨幣に刻まれたマークの共通点と発行年からカザンとハリールを同一の人間と見なし、ヒジュラ暦744年（1344年/45年）までカザンはイスラーム名の「ハリール」を刻んだ貨幣を鋳造させていたと推測している。